# 首切り地蔵

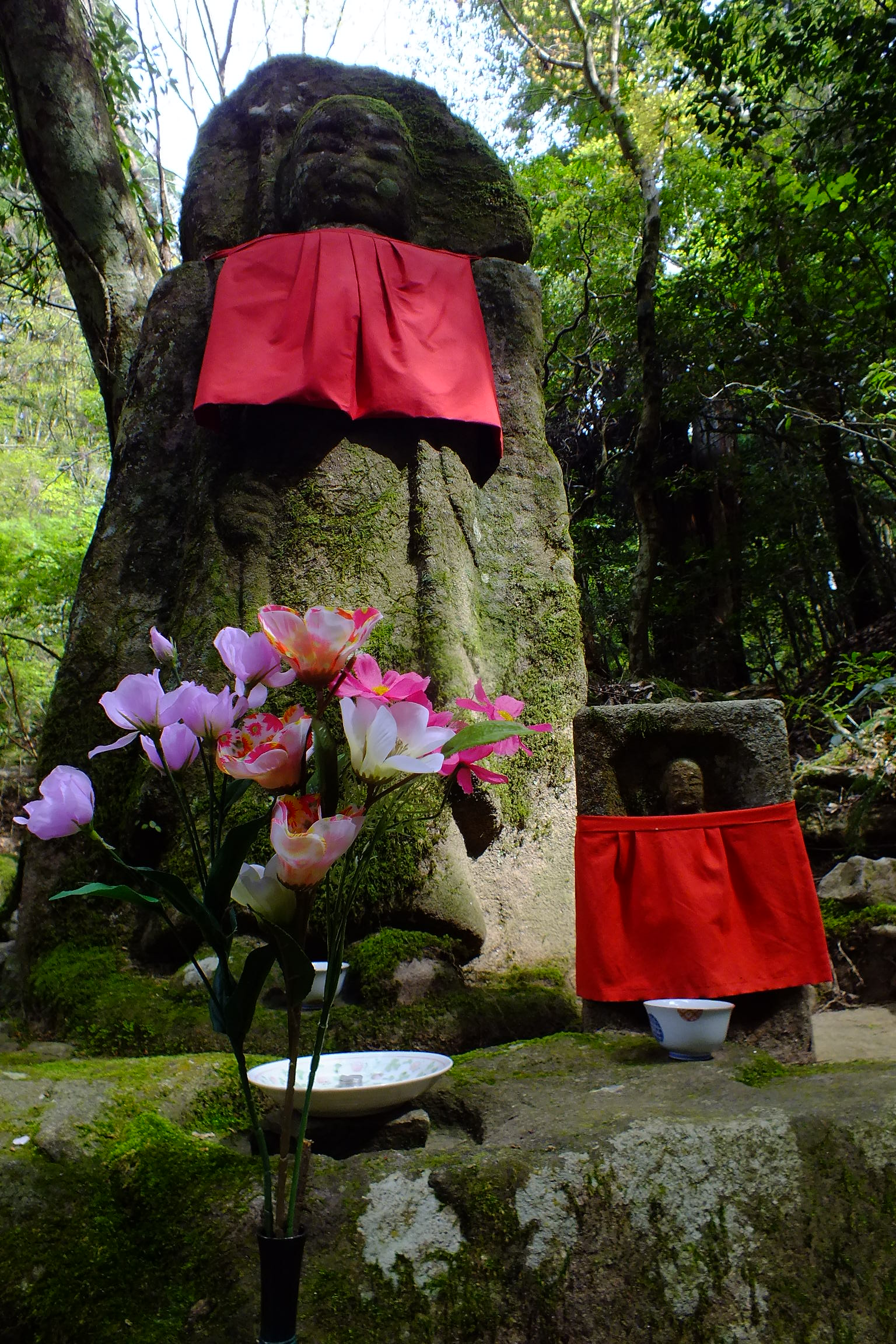
像高約1.8mの地蔵菩薩で、鎌倉時代の作とされる。

首切り地蔵（くびきりじぞう）は、奈良市春日野町の滝坂の道終点付近にある地蔵。

## 概要
柳生に通じる柳生街道の滝坂の道の終点付近にある三叉路に立つ、首の部分で2つに割れた地蔵で、剣豪の荒木又右衛門に試し斬りされたとの伝説が残る。像高約1.8mの地蔵菩薩で、鎌倉時代の作とされる。

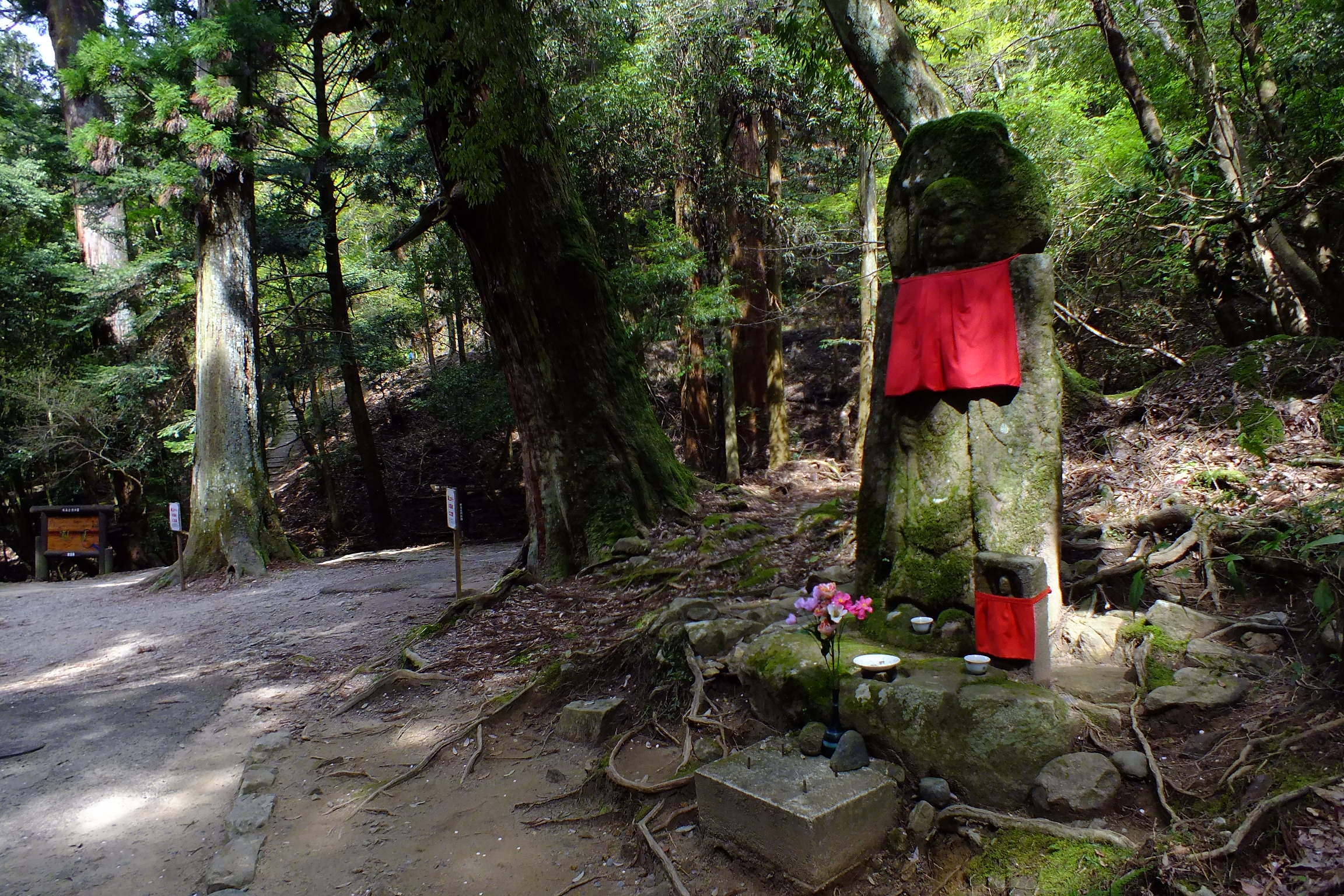
柳生街道滝坂の道の分岐路に立つ首切り地蔵

## 交通アクセス
出典:
- 鉄道

JR関西本線奈良駅または近鉄奈良線近鉄奈良駅より市内循環バス「破石町」下車、旧柳生街道を徒歩4㎞。
- 自動車

奈良奥山ドライブウェイ（高円山ドライブウェイ）の途中の駐車スペースから約500m。
バス停「破石町」付近の県営高畑駐車場より旧柳生街道を徒歩4㎞。　